# Казаджове
Казаджо̀ве (на италиански: Casagiove) е град и община в Южна Италия, провинция Казерта, регион Кампания. Разположен е на 55 m надморска височина. Населението на общината е 13 737 души (към 2010 г.).